# Envy (película)
Envy (La envidia mata en Hispanoamérica) es una película estadounidense de 2004 del género de humor negro dirigida por Barry Levinson.

## Argumento
Tim (Ben Stiller) y Nick (Jack Black) son dos buenos amigos que van juntos al trabajo y cuyas familias también se llevan bien. Tim es concentrado en lo que hace, mientras que Nick es un "soñador" que siempre anda pensando en diversas ideas sobre cómo mejorar la vida cotidiana. Un día, ambos observan a un perro defecar en la calle, lo que hace que a Nick se le ocurra una sustancia capaz de hacer desaparecer las heces, evitando la labor de limpiarlas. Finalmente, tras experimentar con varios productos, consigue inventar el "Va-po-po-ri-zante", y al poco tiempo se vuelve millonario gracias a su enorme éxito de ventas. Nick se construye una mansión de lujo justo frente a la casa de Tim, quien ahora se siente mal por no aceptar ser su socio y cuya envidia va creciendo día a día.
A diferencia de Nick, Tim va teniendo dificultades, pues por un ataque de ira es despedido de su empleo y, más tarde, estando ebrio asesina accidentalmente con una flecha al caballo (llamado Corky) de Nick, al cual entierra en su jardín. J-Man (Christopher Walken), un hombre que conoció en un bar, le dice que esa noche sacará al caballo para cobrar la recompensa puesta por Nick y que, mientras haga eso, puede llevar a su familia a su "cabaña" junto a un lago en el bosque para que no se enteren. Sin embargo, esa noche, J-Man llama a Tim por un problema al intentar sacar al animal. Cuando llega, también se contacta con él Nick, quien ya está teniendo problemas con su esposa (candidata a senadora) porque la gente le pregunta a dónde se van las heces con el "Va-po-po-ri-zante", lo cual genera discusiones entre ellos. Tim consigue que Nick no le haga caso a los ruidos de afuera y J-Man por fin termina su trabajo.
Durante el camino para dejar el cadáver del caballo en algún lugar, este se cae de la camioneta y desaparece. Finalmente, Tim vuelve con su familia justo cuando amanece y no sospechan nada. Ese mismo día, Nick le propone que sean socios en un viaje para mostrar el producto en Roma y Tim acepta. Durante su estancia, comienza a despreocuparse hasta que recibe una llamada de J-Man, quien se siente traicionado al enterarse de que Tim es ahora millonario, pues lo veía como un Robin Hood moderno. J-Man trata de extorsionar a Tim, diciéndole que si no le da cierta cantidad de dinero, le contará a Nick lo de su caballo.
Regresando a casa, J-Man le vuelve a hablar, pidiéndole que mejor lo convierta en su socio. Tim le cuenta lo sucedido a su esposa (Rachel Weisz) y decide decirle la verdad a su amigo durante una cena, lo cual le resulta muy difícil, pues nunca se presenta la ocasión y además termina dándole un flechazo a J-Man, que se encontraba husmeando en su casa. Sin embargo, gracias a esto lo deja en paz por fin y, más tarde, Tim le relata todo lo que sucedió a Nick, quien lo perdona y siguen siendo socios.
La película termina cuando, en un discurso, pasa flotando en el río el cadáver de Corky y, tras una autopsia, descubren que Tim no lo mató, sino que lo hizo el "Va-po-po-ri-zante", gracias a sus altas cantidades de sustancias nocivas para la salud. Gracias a este descubrimiento, el producto es retirado del mercado y las pertenencias de Nick, subastadas. A mitad de la subasta, Tim tiene una idea: poner flan en un tubo para su fácil consumo. Así, ambos amigos se vuelven socios y llevan el producto al mercado.

## Reparto
- Ben Stiller - Tim Dingman
- Jack Black - Nick Vanderpark
- Rachel Weisz - Debbie Dingman
- Amy Poehler - Natalie Vanderpark
- Christopher Walken — J-Man
- Ariel Gade — Lula Dingman
- Sam Lerner — Michael Dingman